# Bosse (Familie)

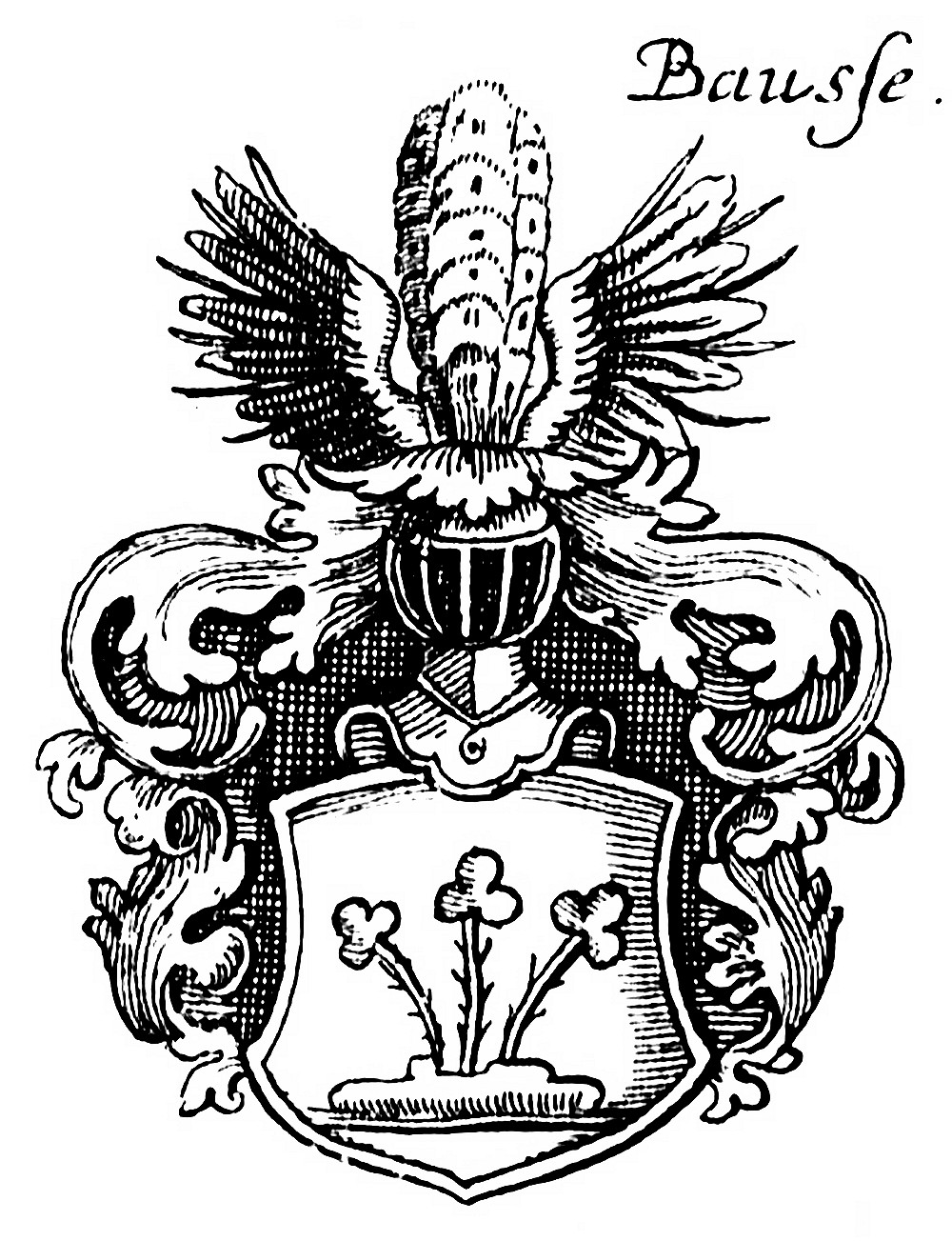
Stammwappen des alten halleschen Pfännergeschlechs Bause/Bausse

Bosse, ursprünglich Bause (Bauße; Bausse) ist der Name eines ehemaligen halleschen Pfännergeschlechts, das sich im 17. Jahrhundert in zwei Linien teilte. Diese verbreiteten sich über Westfalen bzw. den Saalkreis nach St. Petersburg ins Baltikum und den Donbass sowie nach Preußen und Sachsen. Die Familie hat einige Nobilitierungen erfahren und brachte mehrere namhafte Persönlichkeiten hervor.
Die Familie ist von gleichnamigen, jedoch wappenverschiedenen Geschlechtern, beispielsweise den preußisch-sächsisch-schlesischen Bosse, als nicht stammverwandt zu unterscheiden.

## Geschichte
Die Brüder Andreas (1587–1626) und Sigismund Bause (1589–1636) wurden Stifter der beiden nachstehenden Linien, die im GHdA jeweils nach der Monarchie benannt sind, in der zuerst der Adelsbrief erhalten wurde, russische und westfälische. Die erste erhielt preußische und sächsische Adelsanerkennungen, die zweite ebenfalls sächsische Adelsanerkennungen.

### Erste (russische) Linie

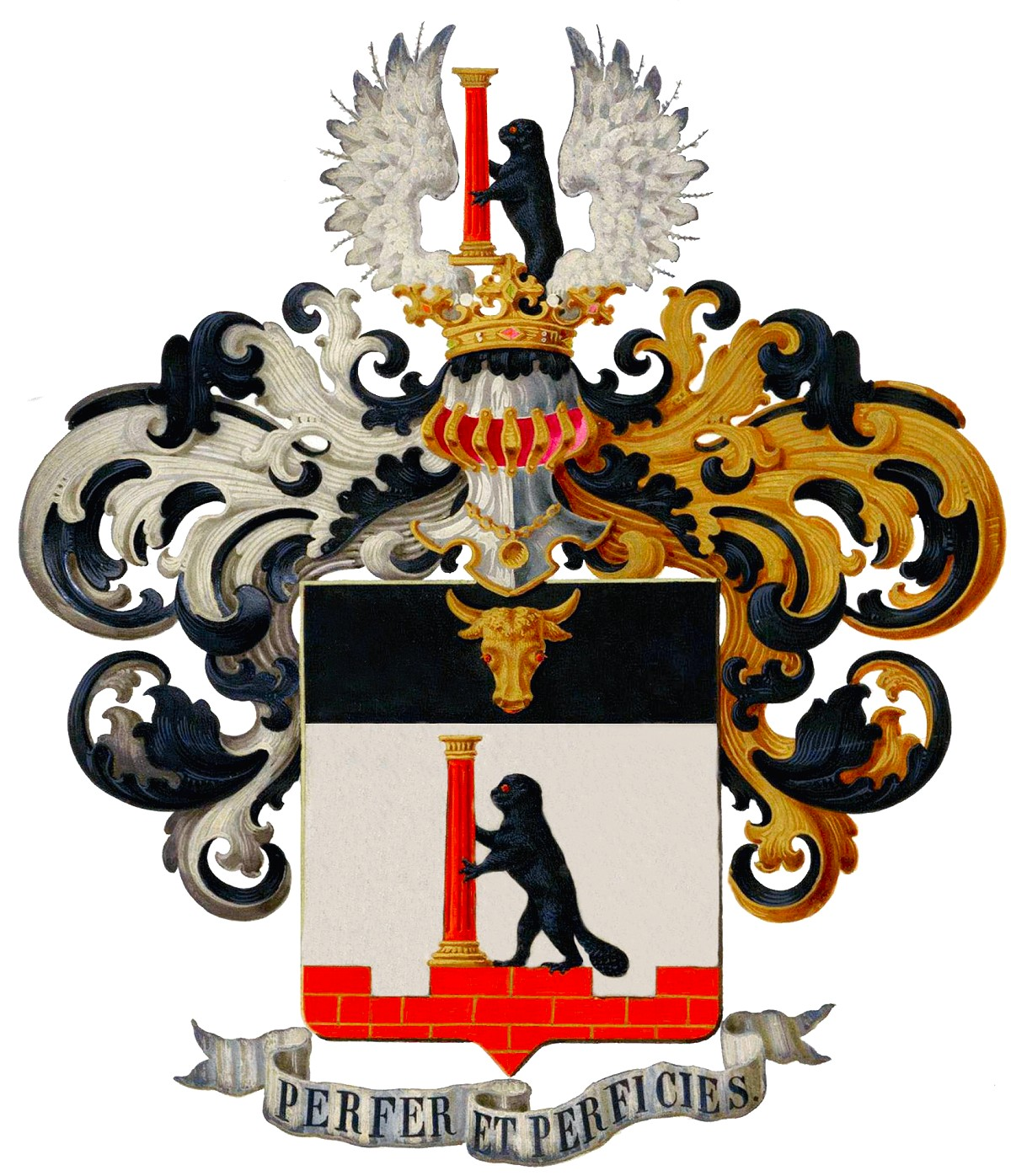
Wappen derer von Bosse erster Linie (1865/1894)

Stammvater: Andreas Bause (1587–1626), zu Halle.
Der Enkel des lutherischen Theologen und Gerichtsschöffe in Dornitz Martin Bosse, Sebastian Bosse (1697–1775) begab sich nach St. Petersburg, wo er Kantor, Schulmeister und Hilfsprediger an der St. Petri-Gemeinde wurde. Er war der Stammvater der russlanddeutschen Familie Bosse. Seine Nachfahren konnten in geistlichen, akademischen und künstlerischen Berufen bemerkenswerte Leistungen hervorbringen. Einige Angehörige stiegen in den russischen Adel auf oder vermählten sich mit Angehörigen insbesondere deutschbaltischer Adelsfamilien.
So gehörte der Architekt Harald von Bosse (1812–1894) spätestens seit 1854 durch die Ernennung zum Titulärrat (Rangstufe 9) dem russischen Dienstadel an. Mit der Verleihung des Wladimir-Ordens IV. Klasse 1862, schließlich mit der Ernennung zum Wirklichen Staatsrat (Rangstufe 4) im Jahr 1863, der 1865 ein Wappendiplom folgte, war die Standeszugehörigkeit zum erblichen Adel vollzogen. Sein Enkel, der Königlich preußische Major Harald von Bosse (* 1872), wurde am 17. Januar 1894 in den preußischen Adel aufgenommen. Seinem Vetter, Boris von Bosse (* 1898), und dessen Mutter, Alexandra von Bosse, geb. Foley (* 1865), wurde 1916 der russische Adel (1865) im Königreich Sachsen anerkannt. Ein Eintrag in das Königlich Sächsische Adelsbuch erfolgte am 4. Juni 1917 (Nr. 519).

#### Wappen
Das Wappen (1865 russisch, 1894 preußisch und 1916 sächsisch) zeigt unter schwarzem, mit einem goldenen vorwärtsgekehrten Stierkopf belegtem Schildhaupt in Silber auf roter, goldengefugter Zinnenmauer eine rote Säule mit goldenem Kopf und Sockel, an welcher ein schwarzer Biber anspringt. Auf dem gekrönten Helm mit rechts schwarz-silbernen, links schwarz-goldenen Decken zwischen geschlossenem, silbernem Flug der Biber mit der Säule in den Pranken wachsend. Ein silbernes Spruchband trägt in schwarzer Schrift den Wahlspruch: „Perfer et perfices.“

#### Angehörige
- Martin Bosse (1695–1756), evangelischer Theologe und dänischer Missionar[7]
- Joachim Gotthilf Bosse (1742–1795), Kaufmann[8]
- Ernst Gotthilf Bosse (1785–1862), Historien- und Porträtmaler
- Anton Georg Bosse (1792–1860), evangelischer Theologe[9]
- Johann Peter Bosse (1795–1856), Kaufmann, Notar u. Sekretär des Rigaschen Rates[10]
- Eduard Georg Bosse (1810–1859), Maler in Schottland, London und Florenz[11]
- Harald Julius von Bosse (1812–1894), Architekt, Wirklicher Staatsrat
- Heinrich Bosse (1834–1881), Arzt, Vorstand der Naturheilanstalt zu Sassenhof bei Riga[12]
- Hermann Hugo Bosse (1838–1873), Dr. med., Arzt in Dünaburg und Rositten[13]
- Harald Rembrand Alexander von Bosse (1841–1882), Architekt[5]
- Eduard Theodor von Bosse (1854–1927), Ingenieur, Industriepionier im Donbass
- Fjodor Emiljewitsch de Bosse (1861–1936), Konteradmiral der Russischen Kaiserlichen Marine
- Heinrich Bosse (1869–1946), Dr. med., Arzt in Riga[14]
- Heinrich Karl Bosse (1871–1919), evangelischer Theologe, Märtyrer
- Georg Paul Gustav Bosse (1887–1965), sowjetischer Botaniker und Hochschullehrer
- Vera de Bosset (1889–1982), Schauspielerin, Malerin und Ballett-Tänzerin
- Heinrich Franz Bosse (1907–1996)[15], Dr. phil., Redakteur, Journalist und Schriftsteller, Mitglied der Baltischen Historischen Kommission[16]
- Heinrich Bosse (Literaturwissenschaftler) (* 1937), deutscher Literaturwissenschaftler

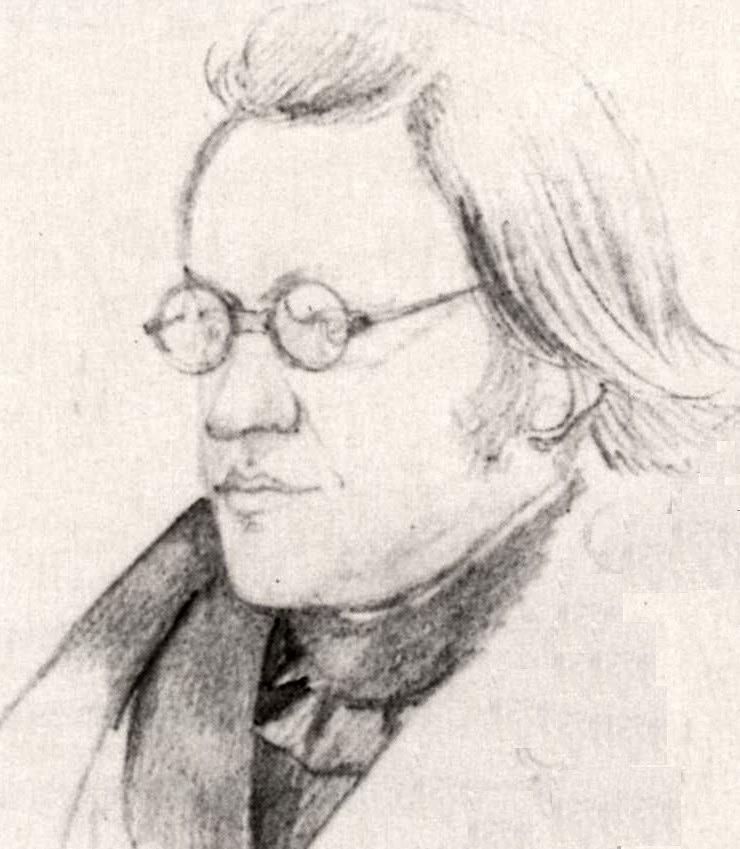
Ernst Gotthilf Bosse (Porträt von Karl Philipp Fohr um 1825)
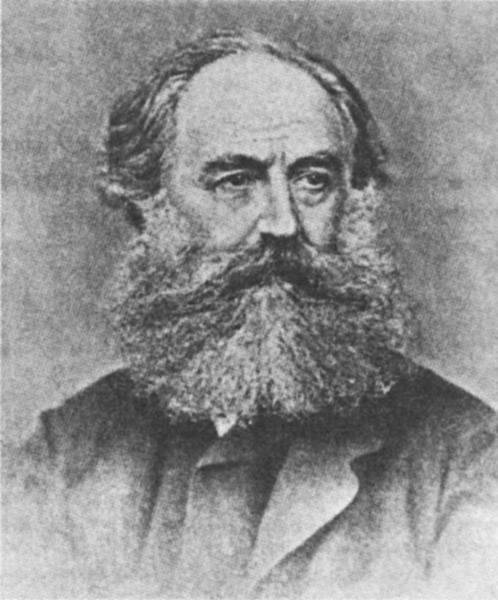
Harald Julius von Bosse (1894)
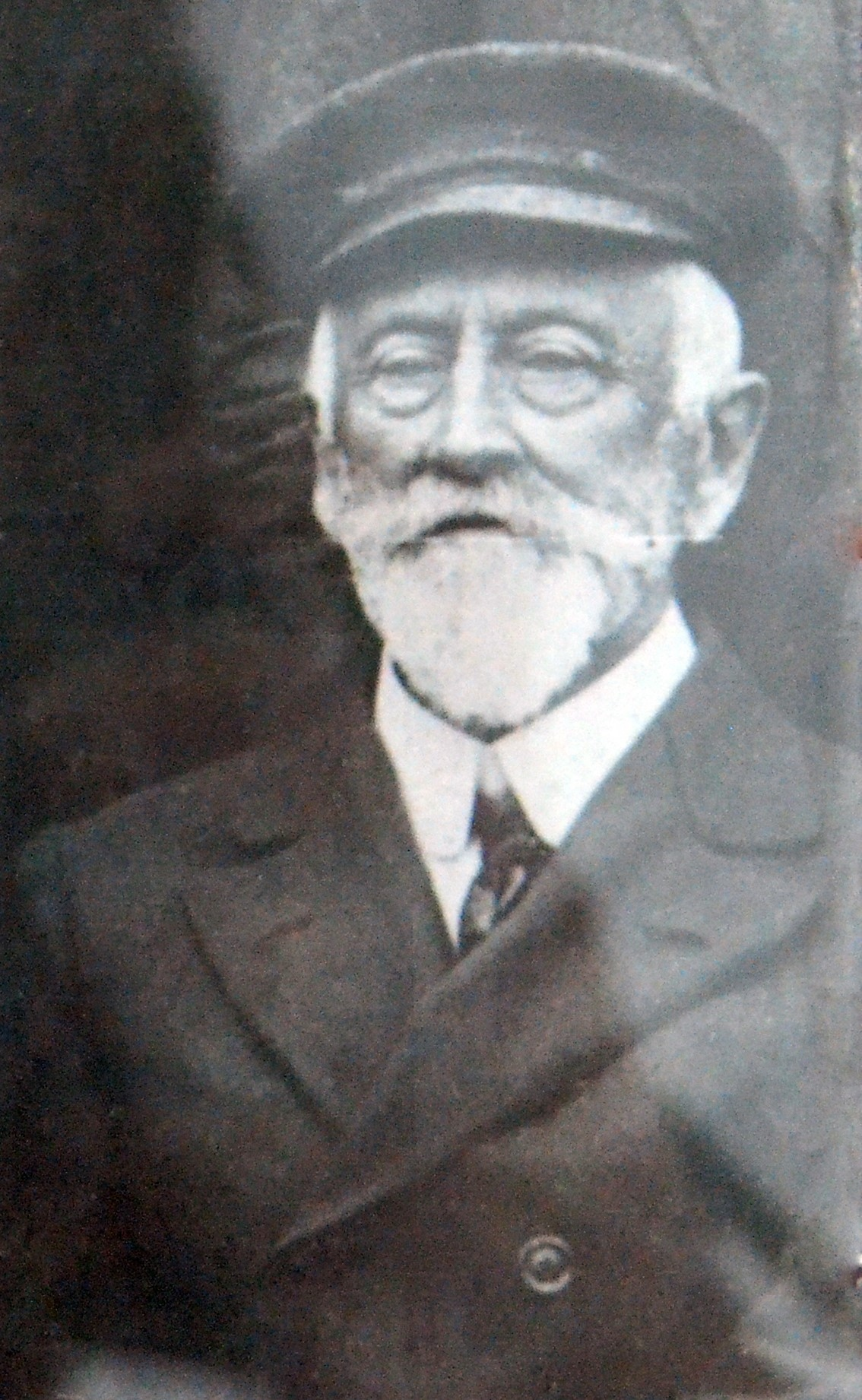
Eduard Bosse (um 1900)
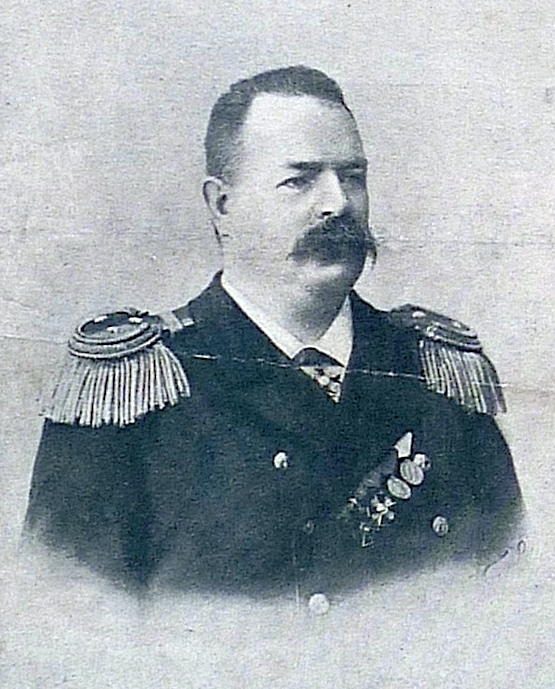
Fjodor de Bosse (1904)
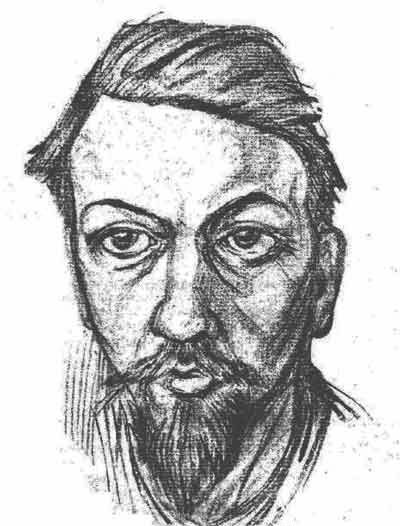
George Bosse (Porträt von Leonid Kudin 1918)
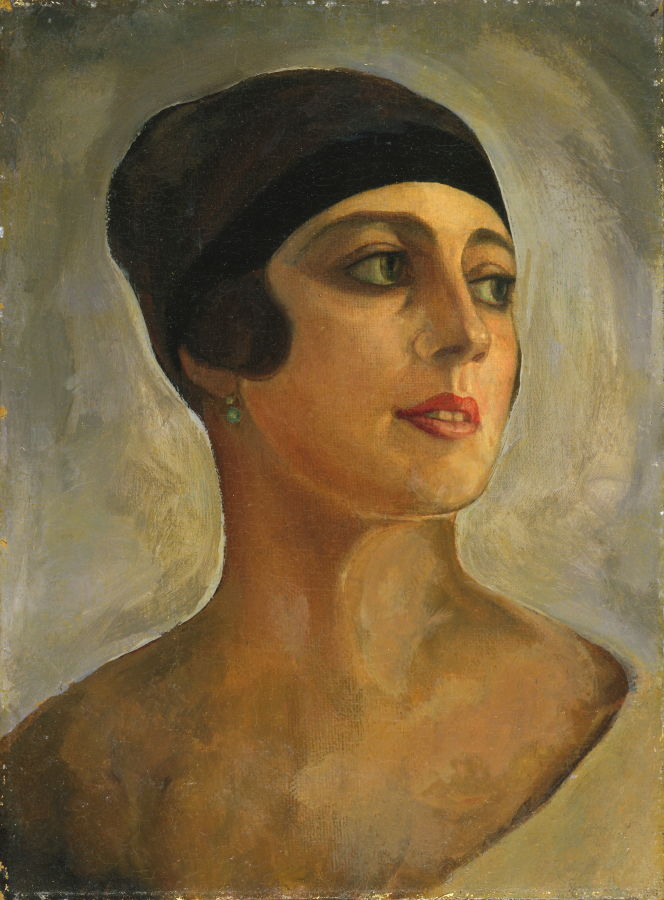
Vera Sudeikina, alias de Bosset, geb. Bosse (Porträt von Sergei Jurjewitsch Sudeikin 1924)

### Zweite (westfälische) Linie
Stammvater: Sigismund Bause (1589–1636), zu Halle.
Die Brüder Rudolf, königlich westfälischer Auditeur im Staatsrat, und Philipp Bosse, königlich westfälischer Palaisfourier, wurden von Jérôme Bonaparte 1811 in den westfälischen Ritterstand erhoben. Ein Wappendiplom erging im selben Jahr. Der Königlich sächsische Generalmajor Ludolf von Bosse (1852–1923) erhielt 1911 in Dresden als „von Bosse“ die königlich sächsische Adelsanerkennung. Im selben Jahr erfolgte der Eintrag (Nr. 375) in das königlich sächsische Adelsbuch.

#### Angehörige
- Henriette Treusch von Buttlar-Brandenfels, geb. Bosse (1813–1889), Schriftstellerin
- Hans Alexander von Bosse (1835–1898), sächsischer Jurist und Politiker
- Ludolf von Bosse (1852–1923), sächsischer Generalleutnant

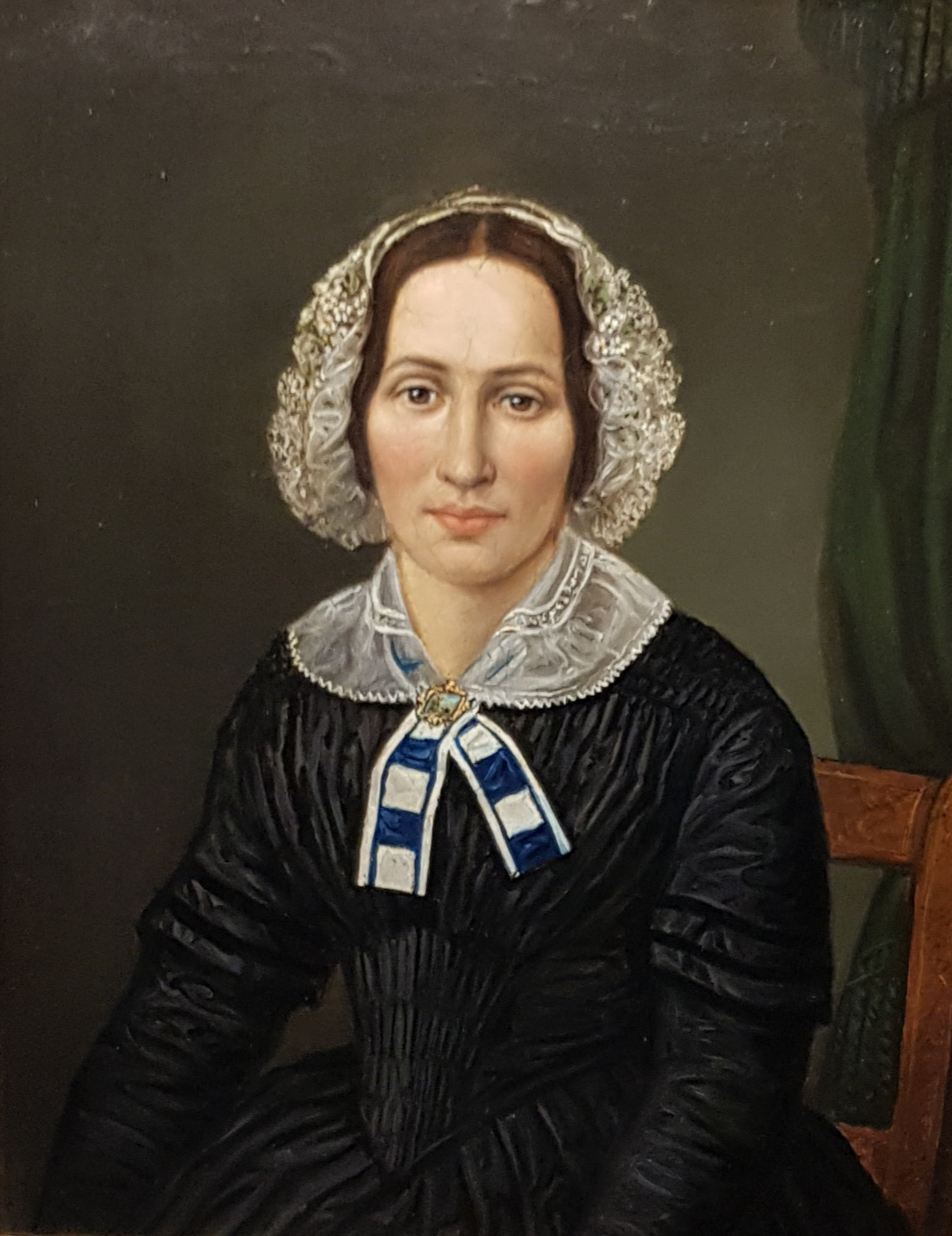
Henriette Treusch von Buttlar-Brandenfels, geb. Bosse

#### Wappen
Das Wappen (1811 westfälisch und 1911 sächsisch) zeigt in Blau eine aus dem rechten Schildrand hervorgehende, goldene Löwenpranke, die einen oben mit drei goldenen Ähren bestückten silbernen Eichenstamm mit einem nach links hervorbrechenden Zweig von fünf grünen Eichenblättern hält. Französische Ritterkrone; hinter dem Schild zwei goldbegriffte gekreuzte Schwerter.